# Hlîboka Dolîna, Murovani Kurîlivți
Hlîboka Dolîna (în ucraineană Глибока Долина) este un sat în comuna Luciînciîk din raionul Murovani Kurîlivți, regiunea Vinnița, Ucraina.

## Demografie
Componența lingvistică a localității Hlîboka Dolîna
     Ucraineană (100%)
Conform recensământului din 2001, toată populația localității Hlîboka Dolîna era vorbitoare de ucraineană (100%).